# 贾伊纳加尔马齐尔普尔
贾伊纳加尔马齐尔普尔（Jaynagar Majilpur），是印度西孟加拉邦South Twentyfour Parganas县的一个城镇。总人口25922（2011年）。

## 人口
该地2001年总人口23319人，其中男性12016人，女性11303人；0—6岁人口2284人，其中男1194人，女1090人；识字率76.35%，其中男性为81.75%，女性为70.61%。